# Zweite Preußische Ministerialkommission

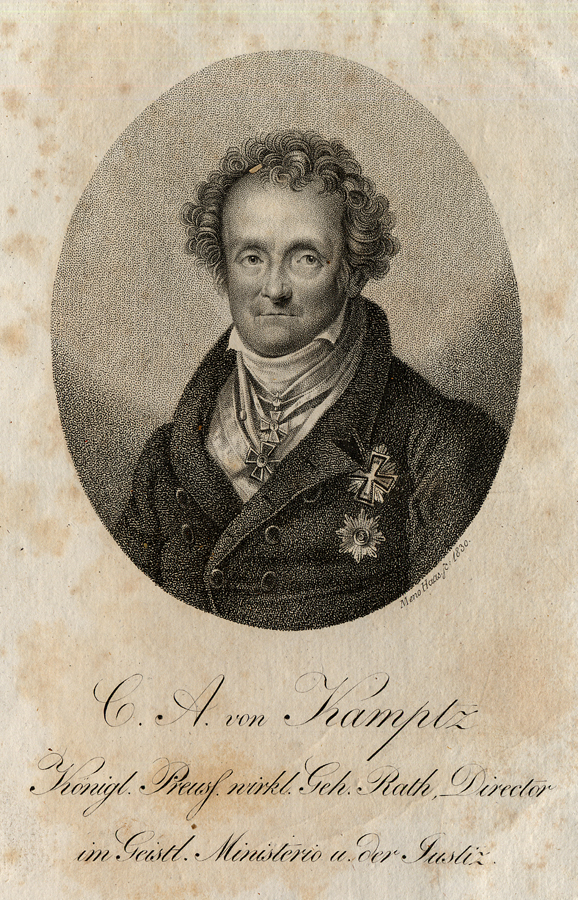
Karl Albert von Kamptz,
Vorsitzender der Ministerialkommission

Die am 23. Juli 1833 gegründete Zweite Preußische Ministerialkommission war ein polizeistaatlicher Ausschuss, der zur Demagogenverfolgung und Aufdeckung geheimer, politischer Verbindungen diente. Diese Ministerialkommission, die der König am 25. Juli 1833 bestätigte, war in ihren Anordnungen vollkommen unabhängig; weder die Gesetze noch die Entscheidungen der Gerichte waren für sie maßgebend. Allein zwischen 1833 und 1836 ermittelte die Kommission gegen mehr als 1000 Beschuldigte. Die Preußische Ministerialkommission wurde erst nach der Thronbesteigung Friedrich Wilhelms IV. aufgelöst.